# Do Deh
Do Deh (persiska: دو ده) är en ort i Iran.   Den ligger i provinsen Östazarbaijan, i den nordvästra delen av landet, 400 km nordväst om huvudstaden Teheran. Do Deh ligger 1 675 meter över havet och antalet invånare är 177.
Terrängen runt Do Deh är kuperad åt sydost, men åt nordväst är den platt. Runt Do Deh är det ganska glesbefolkat, med 31 invånare per kvadratkilometer. Närmaste större samhälle är Hashtrūd, 11,8 km nordväst om Do Deh. Trakten runt Do Deh består i huvudsak av gräsmarker.